# Молчанов, Андрей Павлович
Андрей Павлович Молчанов (1859—1922) — видный русский лесовод, действительный член Московского отделения Лесного общества. Действительный статский советник.

## Биография
Выпускник Петровской земледельческой и лесной академии. После окончания в 1877 г. лесного отделения академии, работал лесничим Богородского лесничества, затем перешёл в Тульские засеки. Был лесничим Веневского и 1-го Одоевского лесничества, позднее преобразованного в Крапивенское лесничество]. С открытием Крапивенской лесной школы А. Молчанов стал её первым заведующим.
С 1904 года был назначен вице-инспектором Лесного Департамента Российской империи.
С 1917 по 1922 г. работал на Украине, заведовал лесным опытным делом в Лесном департаменте, позже был лесничим в Велико-Анадольском степном лесничестве, где и похоронен.

## Научная деятельность
Много сил и энергии отдал постановке лесокультурного дела и ухода за лесом. Подробно изучал историю лесных культур для усовершенствования методов их производства.
Лесовод-дубравник, автор «коридорного способа ухода за дубом», заключавшийся в том, что посадка дубовых сеянцев производилась в прорубаемые узкие полосы, заросшие лиственными породами после рубки леса. Отсюда появилось образное выражение, что «дуб в молодости любит расти в шубе, но с открытой головой».
Исследования, проведенные А. Молчановым, показали, что дуб плохо возобновляется на вырубках без сопутствующего возобновления и ему необходима защита в первые годы жизни. Поэтому учёный предложил «коридорный способ ухода за дубом». Этот способ стали применять и в других лесничествах, как в России, так и за её пределами.
В 1895 г. была напечатана работа «Краткий исторический очерк лесокультурных мероприятий с 1845 по 1894 гг.», в которой он описал этот способ ухода за дубом.